# عبدالوهاب المسیری
عبدالوهاب المِسیری(عربی: عبدالوهاب المسیری ۱۹۳۸–۲ ژوئیه ۲۰۰۸) پژوهشگر مصری، نویسنده و دبیر عمومی سازمان «کفایه» بود. نویسنده حدود 50 کتاب و مقالات متعدد، کار مهم او دایره المعارف هشت جلدی یهودیان، یهودیت و صهیونیسم بود. به عقیده برخی، از طریق آن توانست دیدگاهی جدید، دایره المعارفی، عینی و علمی از این پدیده ارائه دهد. برخی آنرا مغرضانه توصیف کرده اند. او قبلاً یک کمونیست و بعداً از اعضای اخوان المسلمین بود.

## زندگی
المسیری در سال ۱۹۳۸ در دمنهور، مصر متولد شد. در سال ۱۹۵۹، با مدرک لیسانس در رشته ادبیات انگلیسی، از دانشگاه اسکندریه  فارغ‌التحصیل شد.کارشناسی ارشد خود را در رشتهٔ زبان انگلیسی و ادبیات تطبیقی از دانشگاه کلمبیا در سال ۱۹۶۴ و دکترای خود را در همین رشته از دانشگاه راتگرز در سال ۱۹۶۹ دریافت نمود. وی از سال ۱۹۸۸ استاد ممتاز زبان انگلیسی و ادبیات تطبیقی در دانشگاه عین شمس مصر بود. او همچنین استاد دانشگاه در دانشگاه ملک سعود، عربستان سعودی (۱۹۸۳–۱۹۸۸) و در دانشگاه کویت، کویت (۱۹۸۸–۱۹۸۹) و استاد مدعو در دانشگاه بین‌المللی اسلامی مالزی بود. المسیری یکی از مشهورترین متفکران مصر است و در میان دانشمندان عرب بسیار شناخته شده‌است.
زمینه‌های اصلی تحقیق المسیری عبارتند از: یهودیان، یهودیت و صهیونیسم. سکولاریسم و تعصب؛ فرهنگ غرب و معاصر؛ مدرنیسم و پست مدرنیسم ; نظریه ادبی و ادبیات تطبیقی. در طول زندگی، دیدگاه او از سکولاریسم غربی به بینش مدرن اسلامی تغییر کرد. المسیری چندین مقاله در مورد ایده‌های خود نوشت، از جمله «جامعه منتخب، بار استثنایی» و «مردمی مانند دیگران». او برای کودکان نیز آثاری نوشته‌است.
دائرةالمعارف هشت جلدی او دربارهٔ یهودیان، یهودیت و صهیونیسم (به عربی: موسوعة اليهود واليهودية والصهيونية: نموذج تفسيري جديد) به زبان عربی، به منظور ارائه تحلیلی از خاورمیانه، با شکلی تحلیلی و روش شناختی به جای مجموعه دانشنامه‌ای از اطلاعات نوشته شده‌است. در این مجموعه او به بحران، تاریخ یهودیان و تاریخ صهیونیسم و همچنین تحلیلی عمیق از صهیونیسم، ایدئولوژی و عقاید آن و در نهایت اهداف این جنبش می‌پردازد.
المسیری در ۲ ژوئیه ۲۰۰۸ پس از مبارزه بسیار طولانی با سرطان در بیمارستان فلسطین قاهره درگذشت.

## اظهارات عبدالوهاب المسیری
المسیری مواضعی آشکارا ضد اسرائیلی و ضد صهیونیستی داشته‌است.
- «ماهیت کارکردی اسرائیل به این معناست که توسط استعمار برای یک هدف خاص ایجاد شده‌است؛ بنابراین این یک پروژه استعماری است که هیچ ربطی به یهودیت ندارد.»[۵]

## کتاب‌های منتشر شده به زبان انگلیسی
- «اسرائیل، پایگاه امپریالیسم غربی» (کمیته حمایت از آزادی خاورمیانه، نیویورک، ۱۹۶۹)
- عاشقی از فلسطین و اشعار دیگر (دفتر اطلاعات فلسطین، واشینگتن دی سی، ۱۹۷۲)
- اسرائیل و آفریقای جنوبی: پیشرفت یک رابطه (آمریکای شمالی، نیوبرانزویک، نیوجرسی، ۱۹۷۶، چاپ دوم ۱۹۷۷، چاپ سوم، ۱۹۸۰، ترجمه عربی، ۱۹۸۰)
- سرزمین وعده: نقد صهیونیسم سیاسی (آمریکای شمالی، نیوبرانزویک، نیوجرسی، ۱۹۷۷)
- سه مطالعه در ادبیات انگلیسی (آمریکای شمالی، نیوبرانزویک، نیوجرسی، ۱۹۷۹)
- عروسی فلسطینی: گلچین دو زبانه شعر مقاومت معاصر فلسطین [ویراستار] (مطبوعات سه قاره، واشینگتن دی سی، ۱۹۸۳)
- سرزمین سنگ و آویشن: داستان‌های کوتاه فلسطینی [همکار] (کوارتت، لندن، ۱۹۹۶). ترجمه آنتونی کالدربانک
- سوگیری معرفتی در علوم اجتماعی و فیزیکی (مؤسسه بین‌المللی اندیشه اسلامی، لندن - واشینگتن، ۲۰۰۶)

## کتابشناسی - فهرست کتب
- هاگاگ علی (۲۰۱۳) نقشه‌برداری از ذهن سکولار: جست و جوی مدرنیته برای آرمان شهر بی خدا. لندن: مؤسسه بین‌المللی اندیشه اسلامی.شابک ‎۹۷۸۱۵۶۵۶۴۵۹۴۳شابک 9781565645943